# Новопавловка (Нижегородская область)
Новопа́вловка — деревня в составе городского округа г. Нижнего Новгорода. 
Входит в Новинский сельсовет, относящийся к городу областного значения Нижний Новгород.

## География
Расположена на реке Кудьма в 15 км от Нижнего Новгорода. В деревне находится станция 325 км и железнодорожная развязка. В северо-восточной части деревня вплотную прилегает к деревне Комарово, также входящей в Новинский сельсовет. Ближайшая автомобильная трасса в 3 км к северу — Р 125 (Нижний Новгород — Касимов).

## Население
| 1999 | 2002 | 2010 |
| ---- | ---- | ---- |
| 117  | ↘115 | ↘62  |